# Epicauta pilsbryi
Epicauta pilsbryi là một loài bọ cánh cứng trong họ Meloidae. Loài này được Skinner miêu tả khoa học năm 1906.